# 刘万贵
刘万贵（1943年—），山东省德州市陵县人。中国人民解放军少将。
参加中国人民解放军，直至兰州军区司令部炮兵部部长，1994年，任兰州军区司令部兵种部部长。1996年6月，任宁夏军区参谋长。1997年7月晋升为少将军衔。